# Peleteria obsoleta
Peleteria obsoleta là một loài ruồi trong họ Tachinidae.